# Phrynobatrachus rouxi
Phrynobatrachus rouxi är en groddjursart som först beskrevs av Fritz Nieden 1913.  Phrynobatrachus rouxi ingår i släktet Phrynobatrachus och familjen Phrynobatrachidae. IUCN kategoriserar arten globalt som otillräckligt studerad. Inga underarter finns listade i Catalogue of Life.